# Terrany huńskie

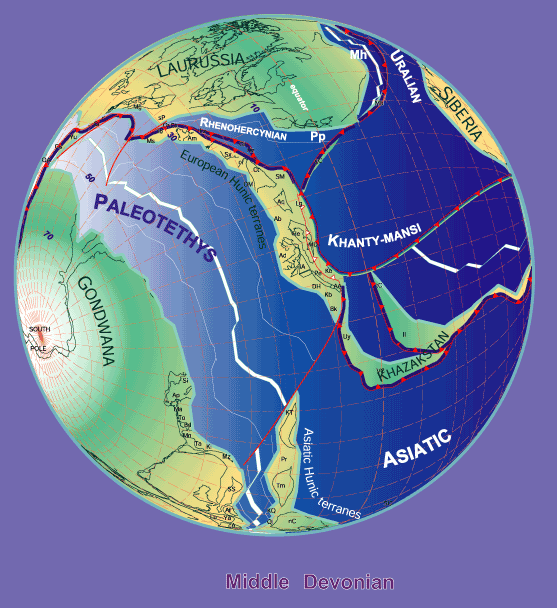
Środkowy dewon: europejski terran huński zaczyna kolizję z Laurosją na północy, azjatycki terran huński zaczyna oddalać się od Gondwany na południu

Terrany huńskie (także "superterran huński") – dwa prehistoryczne mikrokontynenty istniejące od późnego syluru do późnego karbonu. 
W czasie orogenezy kadomskiej (650-550 mln lat temu) terrany mające później utworzyć zespół terranów huńskich były spojone z Gondwaną wzdłuż jej północnego (afrykańsko-arabskiego) brzegu. W późnym ordowiku wzdłuż tego wybrzeża utworzył się ryft tektoniczny, zaczątek późniejszego oceanu Paleotetydy. Powstający ocean w późnym sylurze (około 420 mln lat temu) oddzielił od kontynentu Gondwany długi i stosunkowo wąski pas terranów stanowiących wcześniej jej północny margines. Powstały w ten sposób mikrokontynent był podzielony uskokiem przesuwczym na dwie części: europejski terran huński na zachodzie i azjatycki terran huński na wschodzie. 
Dryfujący na północ europejski terran huński zamykał ocean Reik, którego skorupa uległa subdukcji pod ten mikrokontynent. W środkowym dewonie europejski terran huński zaczął się zderzać z terranami leżącymi wzdłuż południowego brzegu Laurosji. W środkowym karbonie europejski terran huński całkowicie połączył się z Laurosją. 
Większość terranów europejskiego terranu huńskiego została dotknięta fałdowaniami hercyńskimi, wywołanymi późniejszą kolizją Gondwany z Laurosją w karbonie. Część z nich została powtórnie wydźwignięta podczas fałdowań alpejskich. 
Azjatycki terran huński zaczął dryf na północ znacznie później, niż terran europejski. Ostatecznie połączył się z kontynentem eurazjatyckim, dołączając do południowego wybrzeża jego wschodniej części. 
Hipotezę o istnieniu opisanych mikrokontynentów wysunęli w latach 90. XX wieku szwajcarscy geolodzy Jürgen von Raumer i Gérard Stampfli z uniwersytetów w Lozannie i we Fryburgu. Nazwa "terrany huńskie" została wprowadzona przez G. Stampfliego, który zauważył, że grupują one większość ziem, które miliony lat później zostały spustoszone przez Hunów Attyli.